# Tricoceps minusculus
Tricoceps minusculus är en insektsart som beskrevs av Capener 1972. Tricoceps minusculus ingår i släktet Tricoceps och familjen hornstritar. Inga underarter finns listade i Catalogue of Life.